# Frank Allen
Frank Allen (Meductic, 1874 – 19 novembre 1965) è stato un fisico statunitense.
Insegnò fisica all'Università di Manitoba per quarant'anni, dal 1904 al 1944. Si occupò di acustica e pubblicò varie opere sul meccanismo sensoriale umano.